# ناصرآباد (ابتر، یک)
ناصرآباد، روستایی در دهستان ابتر بخش مرکزی شهرستان ایرانشهر در استان سیستان و بلوچستان ایران است.

## جمعیت
بر پایه سرشماری عمومی نفوس و مسکن در سال ۱۳۹۵، جمعیت این روستا برابر با ۴۳۷ نفر (۱۴۱ خانوار) بوده‌است.